# Family Tree (N.W.A)
Family Tree, anche noto come N.W.A and Their Family Tree, è una compilation del gruppo hip hop statunitense N.W.A, pubblicata nel 2008 da Priority ed EMI.
Ricca «di noti capolavori gangsta», la raccolta di Priority lascia praticamente da parte i lavori di Dr. Dre piuttosto che pagare i diritti alla Death Row: il risultato è un catalogo parzialmente incompleto colmato dalla presenza di artisti di secondo piano come Bad Azz.
| Recensione | Giudizio |
| ---------- | -------- |
| AllMusic   | [ 1 ]    |

## Tracce
1. Straight Outta Compton (N.W.A) – 4:15 – Straight Outta Compton
2. Boyz-n-the-Hood (Eazy-E) – 5:14 – -
3. Dopeman (N.W.A) – 5:46 – -
4. Fuck tha Police (N.W.A) – 5:14 – Straight Outta Compton
5. We Want Eazy (Eazy-E) – 5:01 – Eazy-Duz-It
6. Express Yourself (N.W.A) – 3:57 – Straight Outta Compton
7. It Was a Good Day (Ice Cube) – 4:19 – The Predator
8. V.S.O.P. (Above the Law) – 4:48 – Black Mafia Life
9. You Can't Play with My Yo-Yo (Yo-Yo featuring Ice Cube) – 3:53 – Make Way for the Motherlode
10. Foe Life (Mack 10) – 4:13 – Mack 10
11. It's Funky Enough (The D.O.C.) – 4:28 – No One Can Do It Better
12. Final Frontier (MC Ren) – 4:09 – Kizz My Black Azz
13. Regulate (Warren G featuring Nate Dogg) – 4:08 – Regulate...G Funk Era
14. Bow Down (Westside Connection) – 3:26 – Bow Down
15. Bitch Please (Snoop Dogg featuring Xzibit non accreditato Nate Dogg) – 3:46 – No Limit Top Dogg
16. Gangstas Make The World Go Round (Westside Connection) – 4:32 – Bow Down
17. Lay Low (Snoop Dogg featuring Master P, Nate Dogg, Butch Cassidy & The Eastsidaz) – 3:42 – Tha Last Meal
18. We Be Puttin' It Down (Bad Azz featuring Snoop Dogg) – 4:21 – Word on tha Streets

## Classifiche

### Classifiche settimanali
| Classifica (2008) | Posizione massima |
| ----------------- | ----------------- |
| US Top Rap Albums | 19                |